# 粒枪梭螺
粒枪梭螺（学名：Aclyvolva granularis），是中腹足目海兔螺科Aclyvolva属的一种。主要分布于中国大陆，常栖息在潮下带。